# دوري الفلبين الممتاز لكرة القدم
دوري الفلبين الممتاز لكرة القدم(بالإنجليزية: United Football League  )‏ هو البطولة الرئيسية لـكرة القدم في الفلبين. بدأ الدوري في عام 2004م
دوري الفلبين الممتاز لكرة القدم